# Colônia (região)
Colônia (português brasileiro) ou Colónia (português europeu) (em alemão:  Köln) é uma região administrativa (Regierungsbezirke) da Alemanha. Sua capital é a cidade de Colônia.

## Subdivisões administrativas
A região de Colônia está dividida em oito distritos (kreise) e quatro cidades independentes (Kreisfreie Städte), que não pertencem a nenhum distrito.
- Kreise (distritos):

1. Aquisgrano (Aachen)
2. Distrito do Alto Berg (Oberbergischer Kreis)
3. Distrito do Berg Renano (Rheinisch-Bergischer Kreis)
4. Düren
5. Euskirchen
6. Heinsberg
7. Distrito do Reno-Erft (Rhein-Erft-Kreis)
8. Distrito do Reno-Sieg (Rhein-Sieg-Kreis)

- Kreisfreie Städte (cidades independentes):

1. Aachen
2. Bona (Bonn)
3. Colônia (Köln)
4. Leverkusen